# Connor Clifton
Pour les articles homonymes, voir Clifton.
Connor Clifton (né le 28 avril 1995 à Long Branch dans l'État du New Jersey aux États-Unis) est un joueur professionnel américain de hockey sur glace. Il évolue au poste de défenseur.

## Biographie
En été de 2023, il signe un pacte de trois saisons avec les Sabres de Buffalo, évalué à 9,99 millions $. Le 27 octobre 2023, alors que les Sabres croisent le fer avec les Devils du New Jersey, Clifton  frappe Nico Hischier à la tête et le blesse. Il est expulsé du match et est suspendu deux matchs par la suite par le Département de la sécurité des joueurs.

## Statistiques

### En club
| Saison     | Équipe                | Ligue      |     | Saison régulière | Saison régulière | Saison régulière | Saison régulière | Saison régulière |    | Séries éliminatoires | Séries éliminatoires | Séries éliminatoires | Séries éliminatoires | Séries éliminatoires |
| Saison     | Équipe                | Ligue      | PJ  | B                | A                | Pts              | Pun              | PJ               | B  | A                    | Pts                  | Pun                  |                      |                      |
| 2011-2012  | USNTDP                | USHL       | 8   | 1                | 0                | 1                | 16               | -                | -  | -                    | -                    | -                    |                      |                      |
| 2012-2013  | USNTDP                | USHL       | 25  | 3                | 6                | 9                | 90               | -                | -  | -                    | -                    | -                    |                      |                      |
| 2013-2014  | Université Quinnipiac | ECAC       | 36  | 5                | 4                | 9                | 106              | -                | -  | -                    | -                    | -                    |                      |                      |
| 2014-2015  | Université Quinnipiac | ECAC       | 38  | 0                | 5                | 5                | 54               | -                | -  | -                    | -                    | -                    |                      |                      |
| 2015-2016  | Université Quinnipiac | ECAC       | 43  | 7                | 21               | 28               | 42               | -                | -  | -                    | -                    | -                    |                      |                      |
| 2016-2017  | Université Quinnipiac | ECAC       | 39  | 7                | 7                | 14               | 82               | -                | -  | -                    | -                    | -                    |                      |                      |
| 2017-2018  | Bruins de Providence  | LAH        | 54  | 4                | 9                | 13               | 35               | 4                | 0  | 0                    | 0                    | 2                    |                      |                      |
| 2018-2019  | Bruins de Providence  | LAH        | 53  | 6                | 21               | 27               | 52               | -                | -  | -                    | -                    | -                    |                      |                      |
| 2018-2019  | Bruins de Boston      | LNH        | 19  | 0                | 1                | 1                | 15               | 18               | 2  | 3                    | 5                    | 16                   |                      |                      |
| 2019-2020  | Bruins de Boston      | LNH        | 31  | 2                | 0                | 2                | 12               | 8                | 1  | 2                    | 3                    | 6                    |                      |                      |
| 2019-2020  | Bruins de Providence  | LAH        | 2   | 0                | 0                | 0                | 0                | -                | -  | -                    | -                    | -                    |                      |                      |
| 2020-2021  | Bruins de Boston      | LNH        | 44  | 1                | 6                | 7                | 38               | 10               | 10 | 0                    | 0                    | 2                    |                      |                      |
| 2021-2022  | Bruins de Boston      | LNH        | 60  | 2                | 8                | 10               | 32               | 7                | 1  | 1                    | 2                    | 8                    |                      |                      |
| 2022-2023  | Bruins de Boston      | LNH        | 78  | 5                | 18               | 23               | 60               | 3                | 0  | 0                    | 0                    | 2                    |                      |                      |
| 2023-2024  | Sabres de Buffalo     | LNH        | 79  | 4                | 14               | 18               | 88               | -                | -  | -                    | -                    | -                    |                      |                      |
| Totaux LNH | Totaux LNH            | Totaux LNH | 311 | 14               | 47               | 61               | 245              | 46               | 4  | 6                    | 10                   | 34                   |                      |                      |

### En équipe nationale
| Année | Équipe         | Compétition                  |   | PJ | B | A | Pts | Pun               |  | Résultat |
| 2012  | États-Unis U18 | Hlinka-Gretzky -18 ans       | 3 | 0  | 0 | 0 | 2   | 7e place          |  |          |
| 2013  | États-Unis U18 | Championnat du monde -18 ans | 7 | 1  | 0 | 1 | 2   | Médaille d'argent |  |          |

## Trophées et honneurs personnels
ECAC
- 2015-2016 : 
  - nommé dans la première équipe d'étoiles du tournoi ECAC
  - nommé joueur par excellence du tournoi ECAC

NCAA
- 2015-2016 : nommé dans la première équipe d'étoiles du tournoi NCAA